# Muzaffarnagar (district)
Muzaffarnagar is een district van de Indiase staat Uttar Pradesh. In 2001 telde het district 3.541.952 inwoners op een oppervlakte van 4008 km². Het westelijke gedeelte van het grondgebied splitste zich in 2011 echter af en vormt sindsdien het district Shamli.
Het district Muzaffarnagar maakt deel uit van de divisie Saharanpur. De hoofdstad is het gelijknamige Muzaffarnagar. Andere plaatsen binnen het district zijn onder meer Khatauli, Charthaval, Miranpur, Shahpur, Budhana en Purquazi.
In het noordoosten grenst Muzaffarnagar aan de staat Uttarakhand. Langs de zuidoostelijke grens stroomt de Ganges. Ongeveer 100 kilometer ten zuidwesten van het district ligt de metropool Delhi.
Hoofdstad: Lucknow
Districten:
Divisie Agra: Agra · Firozabad · Mainpuri · Mathura
Divisie Aligarh: Aligarh · Etah · Hathras · Kasganj
Divisie Ayodhya (Faizabad): Ambedkar Nagar · Amethi · Ayodhya (Faizabad) · Barabanki · Sultanpur
Divisie Azamgarh: Azamgarh · Ballia · Mau
Divisie Bareilly: Bareilly · Budaun · Pilibhit · Shahjahanpur
Divisie Basti: Basti · Sant Kabir Nagar · Siddharthnagar
Divisie Benares (Varanasi): Benares (Varanasi) · Chandauli · Ghazipur · Jaunpur
Divisie Chitrakoot: Banda · Chitrakoot · Hamirpur · Mahoba
Divisie Devipatan: Bahraich · Balrampur · Gonda · Shravasti
Divisie Gorakhpur: Deoria · Gorakhpur · Kushinagar · Maharajganj
Divisie Jhansi: Jalaun · Jhansi · Lalitpur
Divisie Kanpur: Auraiya · Etawah · Farrukhabad · Kannauj · Kanpur Dehat · Kanpur Nagar
Divisie Lucknow: Hardoi · Lakhimpur Kheri · Lucknow · Raebareli · Sitapur · Unnao
Divisie Meerut: Bagpat · Bulandshahr · Gautam Buddha Nagar · Ghaziabad · Hapur · Meerut
Divisie Mirzapur: Bhadohi · Mirzapur · Sonbhadra
Divisie Moradabad: Amroha · Bijnor · Moradabad · Rampur · Sambhal
Divisie Prayagraj (Allahabad): Fatehpur · Kaushambi · Pratapgarh · Prayagraj (Allahabad)
Divisie Saharanpur: Muzaffarnagar · Saharanpur · Shamli